# Abusuan
Abusuan, conosciuto anche come La famille e The Family, è un film ivoriano del 1972 scritto e diretto da Henri Duparc.

## Trama
Un giovane architetto africano che ha risieduto in Francia per quindici anni, ottiene un impiego come direttore generale di architettura, dopodiché decide di andare a visitare la famiglia nel suo paese d'origine, accompagnato da moglie e figli. Qui si confronta con la dura realtà quotidiana del paese da lui dimenticata: l'esodo rurale, la mancanza di scuole e la disoccupazione. Diversi membri della famiglia vedono in lui la speranza di fuggire dalle proprie precarie condizioni.

## Accoglienza
Il film è considerato una critica sociale, non solo della Costa d'Avorio, ma di tutto il continente africano, dove fu un grande successo popolare.
Nel 1973 vinse il Premio OCAMM e ottenne una menzione speciale dell'OCIC (Office Catholique International du Cinéma) al Festival Panafricain du Cinéma de Ouagadougou.
Jean-Pierre Brossard ha scritto su Cinéma di aver apprezzato il linguaggio di Henri Duparc che, sebbene sia stato considerato da alcuni troppo legato al folclore, è semplice e reale, non ancora inquinato dall'intellettualismo del cinema europeo.